# The Gazette
The Gazette, fundat el 1785, és el principal diari en anglès publicat al Quebec. Establert a Mont-real, és disponible a tot el Quebec i a les províncies anglòfones del Canadà.